# Giovanni Antonio Rigatti
Giovanni Antonio Rigatti   (Venècia, 1613 - Venècia, 24 d'octubre de 1648) va ser un compositor i corista italià de la primera època barroca.
Rigatti va rebre la seva formació musical com a cor a la basílica de Sant Marc el 1621, així com en un dels conservatoris de Venècia. També va rebre formació per convertir-se en sacerdot. De setembre de 1635 a març de 1637 va ser mestre de capella a la catedral d'Udine. El 1639, va treballar al Conservatori de l'"Ospedale dei Mendicanti" de Venècia. Rigatti va ensenyar també a l'"Ospedale dei Incurabili" sense l'aprovació dels seus superiors, fins que una comissió el va destituir, i, on precisament tingué molts alumnes, entre ells a Francesco Lucio.
Rigatti va publicar nou volums de música espiritual (cinc motets solistes i quatre Salms). També va publicar dos llibres de música secular. Va escriure una missa i Salms el 1640 dedicada a l'emperador Ferran III.